# هوندن ولي (باكينجهامشير)
هوندن ولي (بالإنجليزية: Hughenden Valley)‏ هي قرية تقع في المملكة المتحدة في إنجلترا. يقدر عدد سكانها بـ 8,506 نسمة .